# Paradoxa sorites
La paradoxa del munt (o la paradoxa sorites, sorites en grec significa 'pila, munt') és una paradoxa que apareix quan la gent fa servir el sentit comú sobre conceptes vagues, com ara en la pregunta: «En quin moment un munt de sorra deixa de ser-ho quan es van traient grans?»
Més específicament, la paradoxa es produeix perquè mentre el sentit comú suggereix que els munts de sorra tenen les següents propietats, aquestes propietats són inconsistents:
1. Dos o tres grans de sorra no són un munt.
2. Un milió de grans de sorra sí que són un munt.
3. Si n grans de sorra no formen un munt, tampoc ho seran (n+1) grans.
4. Si n grans de sorra són un munt, també ho seran (n-1) grans.

Si s'aplica la inducció matemàtica, es comprova que la tercera propietat juntament amb la primera impliquen que un milió de grans de sorra no formen un munt, contradient la segona propietat. De manera anàloga, combinant la segona i la quarta propietat es demostra que dos o tres grans sí que són un munt, contradient la primera propietat.
Què produeix aquesta contradicció? Per descobrir-ho, examinem les propietats anteriors. Les dues últimes expressen clarament la idea que no hi ha una separació clara entre el que és un munt i el que no és un munt. Observa, però, que les quatre juntes impliquen que un conjunt de grans de sorra pot classificar-se sense cap problema com a "munt" o com a "no munt". Això de nou s'obté per inducció matemàtica.
El que mostra la paradoxa és que aquestes dues idees són contradictòries. És a dir, que una persona no pot afirmar, quan està classificant X s:
1. Que no hi ha un límit clar que separa les X s que són I de les X s que no són I
2. Que cadascuna de les X s es pot classificar com a I o com a no-I

## Història de la paradoxa
L'argument sorites és una de les diverses paradoxes atribuïdes a Eubúlides de Milet, filòsof grec de l'escola megàrica.
Algunes fonts la remunten a Zenó d'Elea. En l'època hel·lenística, els escèptics van emprar la paradoxa per a mostrar les febleses de sistemes dogmàtics com l'estoïcisme.